# Хомровая, Елена Николаевна
Еле́на Никола́евна Хомрова́я (укр. Олена Миколаївна Хомрова; род. 16 мая 1987, Николаев) — украинская фехтовальщица, олимпийская чемпионка 2008 года в командном первенстве, двукратная чемпионка Европы в командном первенстве (2009—2010), чемпионка мира (2009), заслуженный мастер спорта Украины.
Окончила Одесский государственный экологический университет. Представительница общества «Спартак» — «Динамо», Николаев.

## Спортивные достижения
- Чемпионат мира в 2007 году — 2-е место в командных соревнованиях.
- Чемпионат Европы 2007 года — 2-е место в командных соревнованиях и 3-е место в личных соревнованиях.
- XXIX Олимпийские игры в Пекине 2008 года — 1-е место в командных соревнованиях.
- Чемпионат Европы 2009 года — 1-е место в командных соревнованиях.
- Чемпионат мира в 2009 году — 1-е место в командных соревнованиях.

## Государственные награды
- Орден «За заслуги» ІІІ степени (04.09.2008)[1]

## Личная жизнь
Елена Хомровая замужем за украинским баскетболистом — Сергеем Гладыром. В ноябре 2014 года у них родилась дочь Ева.